# Semeteš
Semeteš (cyr. Семетеш) – wieś w Serbii, w okręgu raskim, w gminie Raška. W 2011 roku liczyła 90 mieszkańców.